# BBC Sport

Logo de BBC Sport.

BBC Sport est la filiale consacrée au sport de la BBC depuis 2000. Elle propose des programmes tels que « Match of the Day » (en français : « match du jour »), Granstand (arrêté en 2007), Ski Sunday, Test match special, rugby special ainsi qu’une couverture des événements tels les grands prix de formule 1 ou les matches de Wimbledon. 
Le site Internet de BBC Sport est le plus populaire en Grande-Bretagne et ajoute constamment du contenu vidéo et des couvertures audio aux habituels scores de matchs et aux news sportives. Bien que cela soit presque impossible en pratique et dû au statut public de la BBC en Angleterre, la publicité est interdite et ainsi les matchs couverts par BBC Sport ne peuvent être sponsorisés. En 2006, BBC Sport a fait des essais de retransmission des matchs de la coupe du monde de football en HDTV. Avec le lancement officiel de BBC HD, les matchs de football en direct et le golf ont été les programmes les plus suivis de la chaîne. De plus, une rumeur dirait que la BBC est en train d’étudier la possibilité de retransmettre les meilleurs moments de la division 1 de football anglais (Premier League) en haute définition. Ainsi, Roger Mosey, le directeur de BBC Sport a annoncé en janvier 2009 que le but de la BBC est de retransmettre l’intégralité des sports en haute définition au plus tard en 2012.

## Les droits acquis par BBC Sport pour la télévision

### Football

#### Football international
La BBC dispose de droits communs avec ITV pour la retransmission des coupes du monde de football jusqu’en 2014. Le partage est assez équitable, ainsi les deux chaînes se partagent les matchs de poules et diffusent en même temps les demi-finales et la finale. Un accord similaire existe pour le Championnat d'Europe de football UEFA (Euro). Tous les matchs sont retransmis sur BBC One, BBC Two et BBC HD. Si des matchs tombent en même temps, l’autre match est retransmis sur BBC Red Button. Des résumés sont retransmis chaque nuit avec la possibilité d’interagir pour le public. La Coupe d'Afrique des nations de football est retransmise sur BBC Three et BBC Red Button. Certains matchs de l’équipe d'Écosse joués à l’extérieur sont retransmis sur les chaînes régionales BBC Scotland. Certains arrangements du même type existent concernant les matchs du Pays de Galles ou de l’Irlande du nord.

#### Football national
La BBC retransmet chaque semaine des résumés étendus des matchs de la Barclay Premier League dans son émission Match of the day pour les matchs du samedi et dans Match of the day 2 pour ceux du dimanche. Chaque samedi à l’heure du déjeuner, Football focus est diffusée pour donner un aperçu des matchs du weekend. Final Score est diffusée le samedi soir sur BBC One pour annoncer les résultats à la fin des matchs. Les résumés des matchs de la ligue écossaise et de la ligue d’Irlande du nord sont aussi diffusés sur les chaînes régionales du groupe. À partir de 2009, la BBC diffusera en direct 10 matchs du championnat anglais par an ainsi que les demi-finales et la finale de la Carling Cup en même temps que Sky Sports.

#### Présentateurs
Match of the day, ainsi que plusieurs autres émissions de résumés et de directs, sont présentées par Gary Lineker. Match of the day 2 est présenté par Adrian Chiles. Pour la saison 2009/2010, Dan Walker a pris la place de Manish Bhasin pour la présentation de Football Focus.

#### Les experts
Les principaux experts football de la BBC sont Alan Hansen, Alan Shearer, Lee Dixon, Mark Lawrenson et Steve Claridge.

#### Commentateurs
Les principaux commentateurs de la BBC sont Jonathan Pearce, Steve Wilson et Guy Mowbray. Le populaire John Motson a pris sa retraite en 2008 du commentaire en direct à la fin de l’Euro 2008.

### Tennis
Le tennis est l’un des sports dont BBC Sport est vraiment fière. En effet, la BBC a retransmis Wimbledon depuis 1937 et produit aujourd’hui plus de 900 heures de vidéos pour une diffusion dans plus de 159 pays à travers le globe. BBC One et BBC Two diffusent Wimbledon tous les jours du tournoi de midi jusqu’à 21 h. Cette couverture est présentée par Sue Barker, alors que les résumés de la journée sont présentés par John Inverdale dans Today at Wimbledon. BBC a fait appel à de nombreux experts pour les commentaires des matchs comme John McEnroe, Boris Becker, Jimmy Connors, Martina Navrátilová et Tim Henman. BBC Sport détient les droits de Wimbledon jusqu’en 2014. De plus, la BBC diffuse en live des matchs des Internationaux de France de tennis et de l’Open d'Australie comprenant les finales de ces tournois du Grand Chelem. Les matchs de l’équipe britannique lors de la coupe Davis sont aussi retransmis.

### Rugby

#### Rugby àXV
La BBC détient les droits exclusifs en Grande-Bretagne de retransmission du Tournoi des Six Nations. Tous les matchs sont retransmis en direct sur BBC One ou BBC Two. Les matchs sont présentés par John Inverdale, Gabby Logan et Jill Douglas avec l’aide d’experts tels Jeremy Guscott, Jonathan Davies, Andy Nicol, Keith Wood et Stuart Davies. L’équipe des commentateurs inclut aussi Eddie Butler, Nick Mullins, Andrew Cotter et Brian Moore.

#### Rugby àXIII
La Coupe d'Angleterre de rugby à XIII est couverte en direct par la BBC (One et Two) à raison de deux matchs par tour. La finale jouée à Wembley connaît une diffusion internationale. Des résumés de la Super League de rugby sont retransmis dans l’émission Super League Show le dimanche dans la nuit. Cependant, cette émission est disponible à un horaire plus abordable pour les régions du nord de l'Angleterre où le rugby à XIII est plus populaire. Le rugby à XIII est présenté sur la BBC par Clare Balding.

### Sports mécaniques

#### Sports automobiles
La BBC a diffusé l’intégralité du championnat de Formule 1 entre 1976 et 1997. Les droits ont été cédés en 1997 à ITV. Mais en 2009, BBC Sport a réussi à récupérer les droits de la Formule 1 pour 5 ans. La Formule 1 est présentée par Jake Humphrey avec des experts comme David Coulthard et Eddie Jordan avec aux commentaires Jonathan Legard et Martin Brundle. La BBC a diffusé jusqu’en 2001 la WRC (en anglais : World Rally Championships) quand Channel 4 a acheté les droits ainsi que le British Touring Car Championship dont la BBC a perdu les droits en 2002.

#### Sports motocyclistes
Depuis 2003, la BBC détient les droits de diffusion du MotoGP World Championship et diffuse l’intégralité des grands prix ainsi que certaines étapes des qualifications sur BBC Red Button. L’émission est présentée par Suzi Perry avec aux commentaires Charlie Cox et Steve Parrish. La BBC diffuse aussi le North West 200 depuis 2007.

### Athlétisme
Depuis 1954, la BBC a diffusé les principaux événements du monde de l’athlétisme tels les jeux du Commonwealth, Championnats du monde d'athlétisme, les championnats européens ainsi que le Marathon de Londres.
Les présentateurs de l’athlétisme sont Sue Barker, Hazel Irvine, Colin Jackson, Steve Cram, Jonathan Edwards, Stuart Storey, Paul Dickenson, Brendan Foster, Pierre Kermen et Michael Johnson.

### Golf
La BBC détient les droits exclusifs en Grande-Bretagne de retransmission de deux des quatre championnats majeurs de golf que sont le British open de golf et les Masters de golf US. Menée par le commentateur vétéran Peter Aliss, la BBC diffuse aussi quatre étapes de l’European Tour jouées en Grande-Bretagne : le PGA Championship, le World Match Play Championship, le British Masters et le Scottish Open. De plus, la BBC couvre aussi le Women’s British Open et diffuse aussi des résumés de la Ryder Cup. Le Golf masculin est présenté par Gary Lineker et le féminin par Hazel Irvine.

### Courses de chevaux
La BBC diffuse plusieurs courses comme The Derby (les droits ont été regagnés en 2001), Grand National, Epsom Oaks.
Ces courses sont présentées par Clare Balding.

### Cricket
La BBC retransmet certains résumés comme l’ICC Cricket World Cup. BBC Red Buttons diffuse des commentaires audio en live de tous les matchs de l’équipe d’Angleterre.

### Snooker
Le programme de la BBC intitulé Pot Back a permis de faire la renommée du snooker en Grande-Bretagne et ainsi a pu permettre à la BBC de réaliser sa meilleure audience de tous les temps lors de la retransmission de la finale de la coupe du monde de Snooker 1985 avec plus de 19 millions de téléspectateurs malgré une retransmission après minuit. La BBC diffuse des tournois de snooker comme le championnat du monde, les Masters ou le championnat de Grande-Bretagne. Le snooker est présenté par Hazel Irvine.

### Football américain
La BBC dispose des droits de retransmission des résumés des matchs de la NFL. De plus, la BBC diffuse depuis 2007 le Super Bowl en direct. Le présentateur est Jake Humphrey aidé par une équipe d’experts tels Mike Carlson, Rod Woodson, Stephen Emarin et Jerry Rice.

### Jeux olympiques
Depuis 1960, la BBC détient les droits mondiaux exclusifs de la diffusion des Jeux olympiques d’été et d’hiver incluant les JO de Londres 2012. Les présentateurs sont David Coleman, Frank Bough, Des Lynam, Steve Rider et Sue Barker.

### Autres sports
BBC sport détient aussi certains droits pour la retransmission des sports tels les fléchettes, le ski, le badminton, le tennis de table, la voile, le cyclisme sur piste, l’équitation ou encore le squash. 

## Les droits acquis par BBC Sport pour la radio
La BBC dispose d’un quasi-monopole sur les commentaires d’événements sportifs à la radio anglaise mais perd depuis 2000 certaines couvertures sportives à TalkSPORT.

## Forum Sportif
La BBC dirige aussi un forum sportif en ligne nommé 606 qui couvre un large éventail de sujets comme le football, le rugby, le cricket, le tennis, etc.. De plus de nombreuses équipes disposent sur ce forum de leur propre page où leurs fans peuvent lire et poster des commentaires spécifiques à leur équipe favorite.

### Sources primaires (BBC)
1. ↑  (en) « Site officiel de BBC Sport », sur bbc.co.uk
2. ↑  (en) « BBC to trial high-definition TV », sur news.bbc.co.uk
3. ↑  (en) « Plenty to look forward to in 2009 », sur bbc.co.uk
4. ↑  (en) Coulthard, Jordan & Brundle join BBC, sur news.bbc.co.uk